# In Pursuit of the 27th Man
In Pursuit of the 27th Man – album studyjny amerykańskiego pianisty jazzowego Horace’a Silvera, wydany z numerem katalogowym BN-LA054-F w 1973 roku przez Blue Note Records.

## Powstanie
Materiał na płytę został zarejestrowany 6 października (A2, A4, B2, B3) i 10 listopada (A1, A3, B1) 1972 roku przez Rudy’ego Van Geldera w należącym do niego studiu (Van Gelder Studio) w Englewood Cliffs w stanie New Jersey. Produkcją albumu zajął się George Butler.

## Lista utworów
Opracowano na podstawie materiału źródłowego.
Strona A
| Nr | Tytuł utworu             | Muzyka                        | Długość |
| -- | ------------------------ | ----------------------------- | ------- |
| 1. | „Liberated Brother”      | Weldon Irvine                 | 5:23    |
| 2. | „Kathy”                  | Jay Livingston, Moacir Santos | 4:17    |
| 3. | „Gregory Is Here”        | Silver                        | 6:21    |
| 4. | „Summer in Central Park” | Silver                        | 4:41    |
|    |                          |                               | 20:42   |

Strona B
| Nr | Tytuł utworu                 | Muzyka | Długość |
| -- | ---------------------------- | ------ | ------- |
| 1. | „Nothin’ Can Stop Me Now”    | Silver | 5:15    |
| 2. | „In Pursuit of the 27th Man” | Silver | 9:44    |
| 3. | „Strange Vibes”              | Silver | 5:02    |
|    |                              |        | 20:01   |

## Twórcy
Opracowano na podstawie materiału źródłowego.
Muzycy:
6 października 1972:
- Horace Silver – fortepian
- David Friedman – wibrafon
- Bob Cranshaw – gitara basowa
- Mickey Roker – perkusja

10 listopada 1972:
- Horace Silver – fortepian
- Randy Brecker – trąbka, skrzydłówka
- Michael Brecker – saksofon tenorowy
- Bob Cranshaw – gitara basowa
- Mickey Roker – perkusja

Produkcja:
- George Butler – produkcja muzyczna
- Rudy Van Gelder – inżynieria dźwięku